# Villanueva (La Guajira)
Villanueva – miasto w Kolumbii, w departamencie La Guajira.